# Solidaridad (Jalisco)
Solidaridad es una localidad del estado mexicano de Jalisco. Es parte del municipio de Jalostotitlán.

## Demografía
| Censo | Población |
| ----- | --------- |
| 2000  | 115       |
| 2010  | 757       |
| 2020  | 1 369     |